# Orde van Held van de Socialistische Arbeid
De Orde van Held van de Socialistische Arbeid werd door de regering van Joegoslavië verleend. Het praesidium van het federale parlement kende maarschalk Tito deze zeer kostbaar uitgevoerde onderscheiding in 1950 toe. Zie de Lijst van ridderorden en onderscheidingen van maarschalk Tito.
Het is een gouden ster met een ring van kleine robijnen rond een zilveren medaillon met de afbeelding van een arbeider met een vlag. Rond de ster zijn vijf gouden arbeiders die samen een gouden lauwerkrans vasthouden gegroepeerd. De gouden lauwerkrans is met vijf grote robijnen bezet.